# Gmina Krotoszyce
Die Gmina Krotoszyce ist eine Landgemeinde im Powiat Legnicki der Woiwodschaft Niederschlesien in Polen. Ihr Sitz ist das gleichnamige Dorf (deutsch: Kroitsch) mit etwa 540 Einwohnern.

## Gliederung
Die Landgemeinde Krotoszyce hat 14 Dörfer (deutsche Namen amtlich bis 1945) mit einem Schulzenamt (sołectwo):
- Babin-Kościelec (Baben-Hochkirch)
- Czerwony Kościół (Rothkirch)
- Dunino (Dohnau)
- Janowice Duże (Groß Jänowitz)
- Kozice (Städtisch Kossendau)
- Krajów (Krayn)
- Krotoszyce (Kroitsch)
- Prostynia (Scheibsdorf)
- Szymanowice (Schimmelwitz)
- Tyńczyk Legnicki (Klein Tinz)
- Warmątowice Sienkiewiczowskie (Eichholz)
- Wilczyce (Wildschütz)
- Winnica (Weinberg)
- Złotniki (Schlottnig)

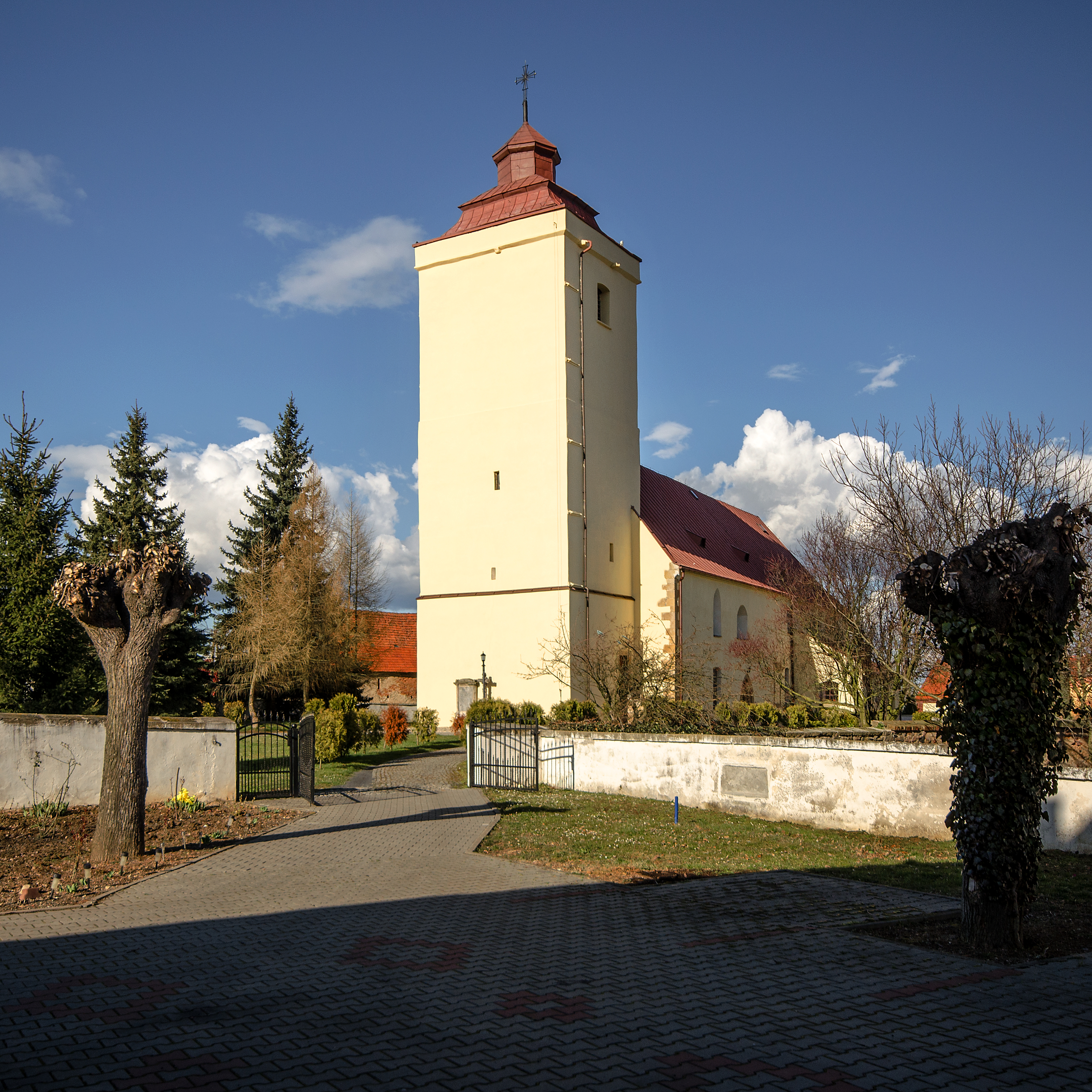
Pfarrkirche Mariä Himmelfahrt in Kroitsch

Bis 1945 umfasste der im Januar 1874 gebildete Amtsbezirk Kroitsch lediglich die Gemeinden Krayn, Kroitsch, Weinberg und Wildschütz.

## Persönlichkeiten
- Hanns Gottlieb von Thielau (1662–1723), königlich-polnischer und kurfürstlich-sächsischer Generalmajor, Oberstallmeister, Amtmann und Rittergutsbesitzer
- Friedrich August Leberecht Jakob (1803–1884), Komponist, Organist, Kantor und Musikwissenschaftler, aus Kroitsch
- Harald Mellerowicz (1919–1996), Leichtathlet und Sportmediziner, aus Weinberg.